# Neonatologia
Neonatologia (łac. neonatus: „noworodek”) – priorytetowa dziedzina medycyny zajmująca się diagnostyką i leczeniem chorób dzieci w okresie prenatalnym i noworodkowym (w tym wcześniaków), a także opieką nad noworodkami zdrowymi (ocena prawidłowości rozwoju, rozwiązywanie problemów z laktacją i karmieniem piersią). W Polsce neonatologia jest jedną ze specjalizacji lekarskich, a jej konsultantem krajowym od 23 lipca 2018 jest prof. dr hab. Ewa Helwich.